# 別川悠紀夫
別川 悠紀夫（べつかわ ゆきお、1918年（大正7年）9月25日 - 1977年（昭和52年）5月28日）は、昭和期の農業協同組合指導者、実業家、政治家。衆議院議員。

## 経歴
石川県石川郡上金石町（金石町を経て現金沢市金石）で生まれる。金沢第一中学校（現石川県立金沢泉丘高等学校）を経て、1942年（昭和17年）中央大学経済学部を卒業した。全国農業会産業組合中央会職員となり太平洋戦争に出征した。
1946年（昭和21年）石川県農業会に入り、以後、石川県農業協同組合中央会参事、同常務理事、同県信用農業協同組合連合会理事、同経済農業協同組合連合会理事、同共済農業協同組合連合会理事などを務めた。
1969年（昭和44年）12月の第32回衆議院議員総選挙で石川県第1区から自由民主党公認で出馬して当選し、衆議院議員に1期在任した。この間、石川県農林年金受給者連盟会長、衆議院社会労働委員、同災害対策特別委員、自民党災害対策副委員長、同商工局次長、同農林副部会長、同保健体育政策副委員長などを務めた。1972年（昭和47年）12月の第33回総選挙に立候補したが落選した。
その後、経済界に転じ、1974年（昭和49年）金沢港運社長に就任。その他、金沢港振興協議会相談役、別川製作所取締役、金沢港木皮焼却施設管理協同組合理事長、石川県地方港湾審議会委員などにも在任した。